# Kirkestræde 20 (Køge)

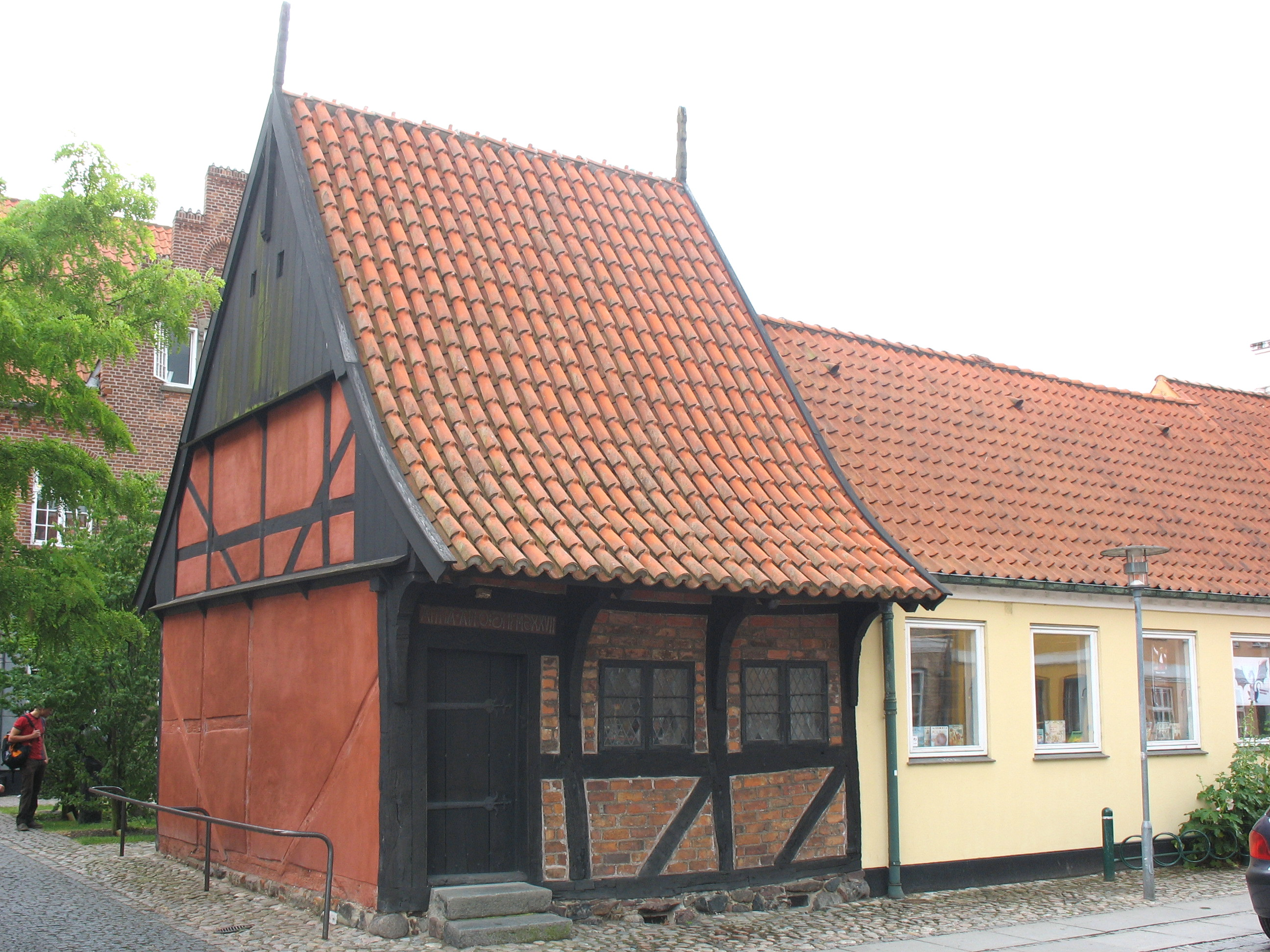
Kirkestræde 20.

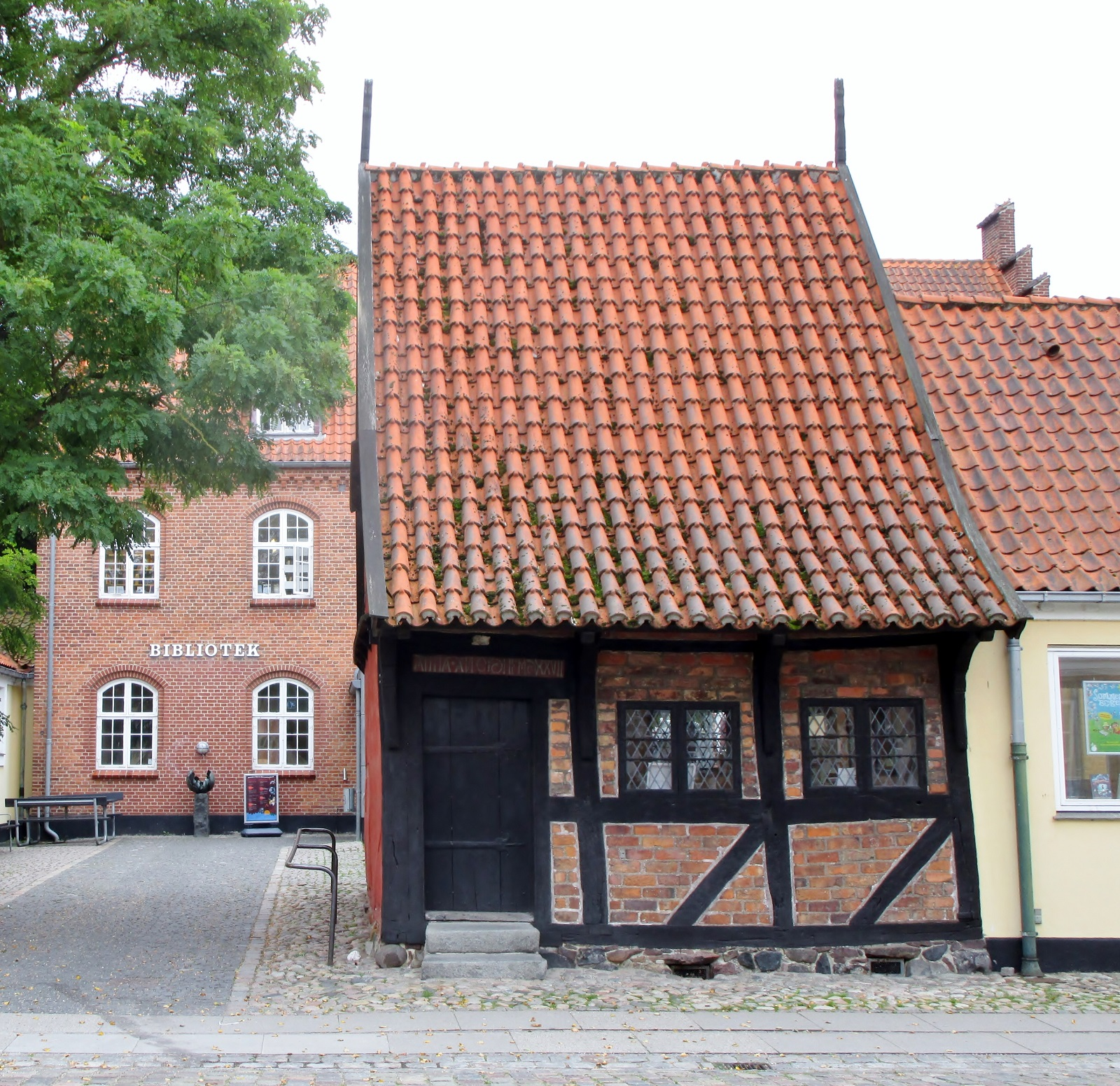
Kirkestræde 20 mit Bibliothek im Hintergrund

Kirkestræde 20 oder det gamle hus (das alte Haus) ist ein Fachwerkhaus in der Kirkestræde (Kirchstraße) in Køge, Seeland, Dänemark. Es stammt aus dem Jahr 1527 und wird als eines der ältesten datiertes Fachwerkhäuser Dänemarks bezeichnet. Das Haus steht seit 1918 unter Denkmalschutz.

## Geschichte
Das Gebäude wurde 1527 erbaut und hatte nur einen großen Raum. Das Haus hatte am nördlichen Giebel ein Nachbarhaus des gleichen Typs, beide waren zur Vermietung gebaut worden. Es ist gut möglich, dass es mehrere Häuser dieser Art in Køge gab. Ursprünglich war es wahrscheinlich mit Stroh eingedeckt.
Vor 1761 wurde an der Rückseite des Hauses ein Anbau in Form eines Halbdaches oder einer Remise vorgenommen. Mit dem Anbau wurde der Raum durch Wände geteilt, um eine Küche mit Kamin einzurichten.
Im Jahr 1801 lebte ein pensionierter Leutnant in dem Haus und Ende des 19. Jahrhunderts lebte dort ein Fellhändler. Da das Haus vermietet wurde, hatte es zahlreiche Bewohner. Viele sind in Volkszählungslisten enthalten, die im Stadtarchiv von Køge zu finden sind.
Im Jahr 1888 wurde das Haus renoviert und nachdem 14 Schichten Kalk von der Fassade abgekratzt worden waren, konnte man über der Tür eine Inschrift sehen, die das Haus auf das Jahr 1527 datierte. Im Jahr 1908 wurde hinter Kirkestræde 20 ein Altersheim gebaut, dessen Architekt den Abriss der beiden Häuser empfahl. Das Dänische Nationalmuseum und das Køge-Museum retteten jedoch Kirkestræde 20, während das Haus Nr. 22 entfernt wurde. Anschließend renovierte das Nationalmuseum das Gebäude. Dabei wurde der Anbau an der Rückseite entfernt.
 Seit 1918 ist Kirkestæde 20 denkmalgeschützt.
1941 wurde es als Tourismusbüro genutzt. Der letzte Bewohner war von 1945 bis 1958 ein Generalkonsul von Brasilien. Anschließend wurde das Haus von der benachbarten Stadtbibliothek übernommen. Die Bibliothek nutzt es als Kinderbibliothek.

## Beschreibung

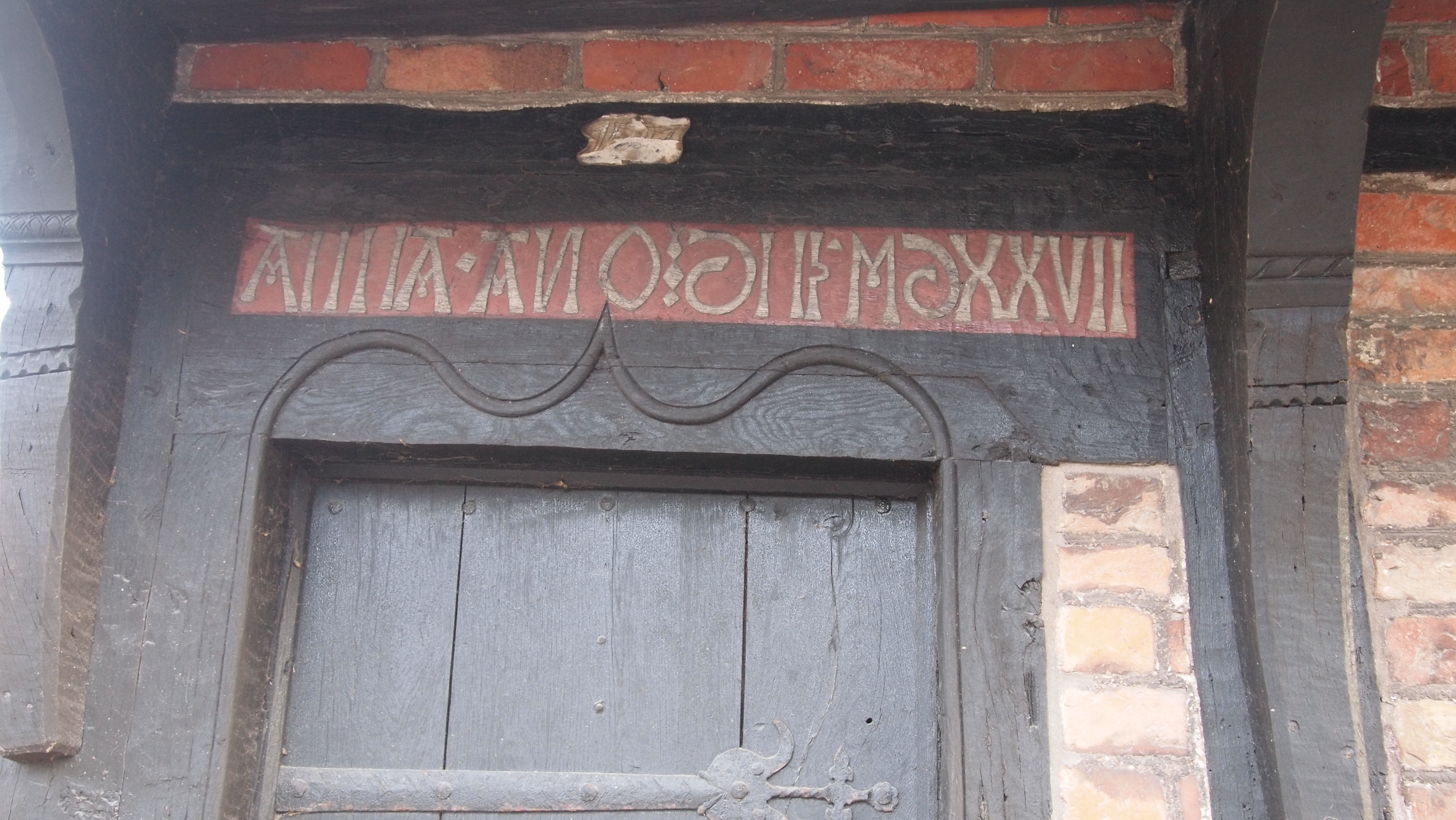
Datierung über der Tür mit dem Text „ANNA ANO DNI MDXXVII“

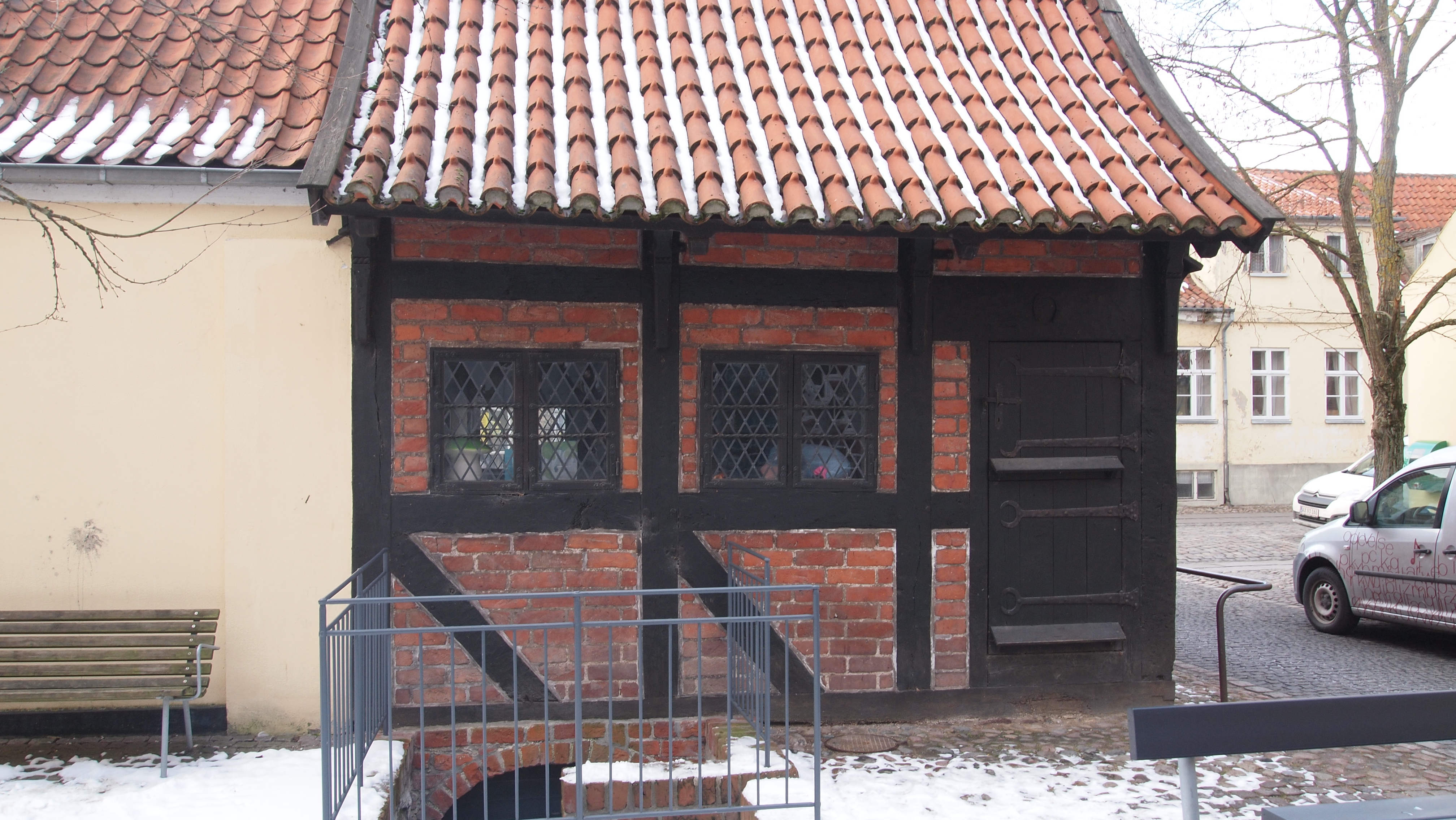
Die Rückseite von Kirkestræde 20

Das Gebäude ist ein eingeschossiger Fachwerkbau mit drei Gefachen und Satteldach. Die Ausfachungen sind mit gebrannten Ziegelsteinen ausgefüllt. In beiden Fassaden gibt es jeweils eine Tür und zwei Fenster. Auf dem Sturzriegel der straßenseitigen Tür findet sich die Inschrift ANNA ANO DNI MDXXVII. Über der Tür des Nachbarhauses befand sich die Inschrift IHESVS MARIA, die ersten Worte der katholischen Anrufung des Erlösers, seiner Mutter und der Heiligen Anna. Der Giebel ist heute verputzt und rot gekalkt, während die Fassaden steinsichtig ausgeführt sind.
Ursprünglich gab es im Haus nur einen Raum und es gibt keine Anzeichen einer Beheizung, so ist auch kein Schornstein vorhanden. Im Wohnzimmer wurden Reste von Kalkmalereien gefunden, die auf das Ende des 16. Jahrhunderts datiert werden. An den Fachwerkständern zur Straße hin sind geschnitzte Stützen angebracht, die den großen Dachvorsprung stützen. Das Haus ist ca. 4 m breit und 5 m tief. Unter dem Haus befindet sich ein Keller mit Mauern aus Lesesteinen und Feldsteinen.